# Церква Успення Пресвятої Богородиці (Скала-Подільська)
Церква Успення Пресвятої Богородиці в Скалі-Подільській — парафія і храм греко-католицької громади Борщівського деканату Бучацької єпархії Української греко-католицької церкви в смт Скала-Подільська Чортківського району Тернопільської области.

## Історія церкви
У 1700—1730-х роках у Скалі існувало три греко-католицькі парафії з дерев'яними храмами:
- Церква Різдва Пречистої Діви Марії (1717) на Старій Скалі.
- Церква Вознесіння Хрестового (1720), яка згоріла в 1796 році.
- Церква Святого Миколая (1725), де служив о. Григорій Свидницький.

У 1877—1882 роках на місці аварійної Миколаївської церкви о. Костецький збудував нову кам'яну церкву. Її назву змінили на Успіння Пресвятої Богородиці, і зараз вона належить громаді ПЦУ.
У 1946 році парафія і храм перейшли до московського православ'я. Частина громади повернулася в лоно УГКЦ у 1990 році. Протягом 1990—2003 років греко-католики проводили богослужіння на вулиці перед невеликою капличкою. На Різдвяні свята 2003 року вони отримали дозвіл від римо-католицької громади проводити Службу Божу в костелі Успіння Божої Матері.
Збільшення кількості вірних спонукало до будівництва нового храму. 18 грудня 2011 року владика Дмитрій Григорак освятив хрест на місці майбутньої церкви, а 29 жовтня 2013 року — наріжний камінь.
При парафії діють такі спільноти:
- Християнське молодіжне товариство «Цвіт»
- Спільнота «Матері в молитві»
- Марійська дружина
- Вівтарна дружина

## Парохи
- о. Анатолій Гаврилевський (1990—2010),
- о. Василь Германюк (з 2 травня 2010).